# Mariano Barale
Mariano Barale (16 de abril de 1984, Buenos Aires, Argentina) es un exfutbolista argentino. Su primer club fue Ferro Carril Oeste. Finalizó su carrera como jugador en el año 2019, en el Club Atlético Social y Deportivo Camioneros.

## Trayectoria
Es uno de los muchos argentinos que han militado en el fútbol venezolano. Fue una figura en su estadía en Ferro Carril Oeste, club del cual rescinde su contrato en el año 2009, y firma contrato en Venezuela.

## Clubes
| Club                 | País      | Año         |
| -------------------- | --------- | ----------- |
| Ferro                | Argentina | 2004 - 2009 |
| Deportivo Anzoátegui | Venezuela | 2009 - 2010 |
| Colegiales           | Argentina | 2010 - 2012 |
| Los Andes            | Argentina | 2012 - 2014 |
| Guillermo Brown      | Argentina | 2015 - 2016 |
| Almagro              | Argentina | 2016 - 2017 |
| Chaco For Ever       | Argentina | 2017 - 2018 |
| Camioneros           | Argentina | 2018 - 2019 |

- Datos: Q5997580